# Helvetesbrännan (del i Jämtlands län)
Helvetesbrännan är ett länsöverskridande naturreservat med denna del i Bräcke kommun i Jämtlands län.
Hela reservatet är naturskyddat sedan 2000 och är 3 400 hektar stort, där denna del utgör 1000 hektar. Helheten beskrivs i artikeln Helvetesbrännan